# Zeuxippus atellanus
Zeuxippus atellanus là một loài nhện trong họ Salticidae.
Loài này thuộc chi Zeuxippus. Zeuxippus atellanus được Tord Tamerlan Teodor Thorell miêu tả năm 1895.